# Церква Різдва Пресвятої Богородиці (Синягівка)
Церква Різдва Пресвятої Богородиці в Синягівці — парафія і храм греко-католицької громади Збаразького деканату Тернопільсько-Зборівської архієпархії Української греко-католицької церкви в селі Синягівка Тернопільського району Тернопільської области.

## Історія церкви
Велична церква Різдва Пресвятої Богородиці була збудована в 1932 році. До 1946 року парафія і храм належали до УГКЦ. З 1946 по 1962 рік парафія діяла в складі РПЦ. У 1962 році під час антирелігійної кампанії церкву закрили, і віряни були змушені ходити до храму в сусіднє село Синява.
У 1989 році державна влада дозволила знову відкрити церкву, яка тоді ще належала до РПЦ. У 1990 році парафія і храм повернулися в лоно УГКЦ.
При парафії були засновані Вівтарна дружина та спільнота «Матері в молитві».

## Парохи
- о. М. Смалюх,
- о. Михаїл Бедрій,
- о. Михаїл Коцькович,
- о. Мирон Бречко (з травня 2001).